# Pasicina, Barîșivka
Pasicina (în ucraineană Пасічна) este un sat în așezarea urbană Barîșivka din regiunea Kiev, Ucraina.

## Demografie
Componența lingvistică a localității Pasicina
     Ucraineană (97,08%)
     Rusă (2,65%)
     Alte limbi (0,13%)
Conform recensământului din 2001, majoritatea populației localității Pasicina era vorbitoare de ucraineană (97,08%), existând în minoritate și vorbitori de rusă (2,65%).